# Río Mincio
El río Mincio es un río del norte de Italia, un afluente de la margen izquierda del río Po. El río forma parte del sistema fluvial río Sarca-lago de Garda-Mincio, que tiene una longitud de 194 km (el Sarca, 78 km; el lago de Garda, 41 km; y el propio Mincio, 75 km).
Con el nombre de Sarca, nace en los montes del grupo Adamello (Tirol Meridional), recorre Val di Genova, luego Val Rendena y Val Judicarien, y vierte sus aguas en Torbole, en el lago de Garda, del que sale en Peschiera tomando ya el nombre de Mincio. 
Corre hasta Goito por una hermosa región de colinas, cruza la llanura lombarda, ensanchándose a modo de lago en Mantua, y desemboca en el Po cerca de Governolo, una aldea (o fracción) del municipio mantuano de Roncoferraro, por medio de grandes diques.
Forma una importante línea de defensa por lo que se construyeron las fortalezas de Peschiera y Mantua y fue teatro de gran número de batallas: Castiglione (1796), Solferino (1859) y Custoza (1849 y 1866).
- Datos: Q936688
- Multimedia: Mincio / Q936688